# Hummelstown
Hummelstown é um distrito localizado no estado norte-americano de Pensilvânia, no Condado de Dauphin.

## Demografia
Segundo o censo norte-americano de 2000, a sua população era de 4360 habitantes.
Em 2006, foi estimada uma população de 4382, um aumento de 22 (0.5%).

## Geografia
De acordo com o United States Census Bureau tem uma área de
3,6 km², dos quais 3,5 km² cobertos por terra e 0,1 km² cobertos por água.

## Localidades na vizinhança
O diagrama seguinte representa as localidades num raio de 8 km ao redor de Hummelstown.